# Корнійчук Сергій Петрович
Сергі́й Пе́трович Корнійчу́к — генерал-лейтенант Збройних сил України, Начальник Генерального штабу Збройних сил України (27 березня 2020 року — 28 липня 2021 року).

## Життєпис
1982 року вступив до Хмельницького вищого артилерійського командного училища, здобув фах артилериста. Службу починав у артилерійському полку 10-ї танкової дивізії 3-ї армії Групи радянських військ у Німеччині. Після двох років служби очолив гаубичну артилерійську батарею. За відмінну участь підрозділу у військових навчаннях нагороджений медаллю «За бойові заслуги». Після того служив у Забайкальському військовому окрузі.
Після проголошення незалежності України повернувся додому, переведений в 97-му механізовану дивізію, невдовзі реформовану в окрему механізовану бригаду. 1996 року дивізіон майора Корнійчука успішно провів польовий вихід з бойовою стрільбою, посів перше місце в ЗС України. Корнійчука було нагороджено медаллю «За бездоганну службу» III ступеня.
Закінчив з відзнакою оперативно-тактичний рівень Національної академії оборони України, призначений заступником командира бригади в 26-ту артилерійську дивізію. У 2002—2003 роках командир 359-ї артилерійської бригади 13-го армійського корпусу. З 2004 року — командир створеної на базі 26-ї артилерійської дивізії 11-ї окремої гвардійської артилерійської бригади, начальник Тернопільського гарнізону. У 2005 році нагороджений орденом «Данила Галицького». 2011 року — випускник Національного університету оборони України, оперативно-стратегічний рівень підготовки. У 2011 році «Людина року» Тернопільська область. З листопада 2012 року — начальник штабу — перший заступник командира 6-го армійського корпусу. З 2014 року по березень 2015 року — начальник Озброєння Збройних Сил України.
З 2015 по 2017 рік — головний інспектор технічного забезпечення. З квітня 2017 — перший заступник головного інспектора Міністерства оборони України. У жовтні 2015 року отримав чергове звання генерал-майора.
У травні 2019 року, Указом Президента України С. П. Корнійчуку присвоєно чергове військове звання генерал-лейтенант та призначений на посаду першого заступника начальника Генерального штабу Збройних Сил України.
27 березня 2020 року був призначений на посаду начальника Генерального штабу Збройних Сил України.
28 липня 2021 року був звільнений з посади начальника Генерального штабу Збройних Сил України.
Під час боїв за Київ, в ході відбиття російського вторгнення в Україну, обіймав посаду начальника штабу Київської міської військової адміністрації.

## Нагороди
- орденом Данила Галицького[8]
- медаль «За бездоганну службу» III ступеня[9]
- Відзнака «Іменна вогнепальна зброя» (21 серпня 2020) — за вагомий особистий внесок у зміцнення обороноздатності Української держави, мужність, виявлену під час бойових дій, зразкове виконання службових обов'язків та високий професіоналізм[10]